# Jean-Claude Bouillon
Jean-Claude Bouillon (* 27. Dezember 1941 in Épinay-sur-Seine; † 31. Juli 2017 in Marseille) war ein französischer Schauspieler.

## Karriere
Bouillon wuchs in der kleinen französischen Gemeinde Gaillon in der Normandie auf. Seine erste berufliche Station war 1966 im Théâtre national populaire. Durch die Hauptrolle des Kommissars Paul Valentin in der Fernsehserie Les Brigades du Tigre (Mit Rose und Revolver) wurde er in Frankreich bekannt. Die Detektivgeschichten spielte Anfang des 20. Jahrhunderts und wurde von 1974 bis 1983 in Orleans/Frankreich gedreht.
Zwischen 1966 und 2015 spielte er in mehr als achtzig Spielfilmen sowie zahlreichen Theaterstücken mit. Von 1999 bis 2000 spielte er Serge Letan, den Liebhaber von Claude Jade, in der Serie Cap des Pins.
Im deutschsprachigen Raum kennt man Bouillon zudem mit der Hauptrolle aus dem sechsteiligen ARD-Fernsehkrimi Alexander Zwo, der 80er-Jahre-Serie Die Rosen von Dublin und aus dem ZDF-Weihnachtsmehrteiler Patrik Pacard aus dem Jahre 1984 mit Hendrik Martz, Peter Bongartz und Gila von Weitershausen in den Hauptrollen.
Jean-Claude Bouillon starb im Sommer 2017 in Marseille an den Folgen eines Karzinoms. Er hatte zwei Kinder.

## Filmografie (Auswahl)

### Kino
- 1970: Pilzgift (The Mushroom), Regie Marc Simenon
- 1972: Hellé, Regie Roger Vadim
- 1974: Es war nicht die Nachtigall Regie: Sigi Rothemund
- 1978: Child of the Night, Regie Sergio Gobbi
- 1980: La Légion saute sur Kolwezi (Operation Leopard), Regie Raoul Coutard
- 1988: Die unerträgliche Leichtigkeit des Seins (The Unbearable Lightness of Being), Regie Philip Kaufman
- 1997: Arlette, Regie Claude Zidi
- 1998: Un grand cri d’amour, Regie Josiane Balasko
- 2006: Die Schlange (Le Serpent), Regie Eric Barbier
- 2010: 22 Bullets (L’Immortel), Regie Richard Berry

### Fernsehen
- 1972: Alexander Zwo, Regie Franz Peter Wirth
- 1974–1983: Mit Rose und Revolver (Les Brigades du Tigre) (Serie)
- 1981: Die Rosen von Dublin (Les roses de Dublin)
- 1984: Patrik Pacard, Regie Gero Erhardt
- 1996: Julie Lescaut (Serie)
- 1997: Josephine, Guardian Angel (Serie)
- 1999: Une femme d’honneur (Serie)
- 1999–2000: Cap des Pins (Serie)
- 2001: Kommissar Moulin (Commissaire Moulin) (Serie)
- 2003–2008: St. Tropez (Sous le soleil)
- 2011: Plus belle la vie (Serie)
- 2014: Kommissar Caïn (Caïn) (Serie)